# Bonnebosq
Bonnebosq é uma comuna francesa na região administrativa da Normandia, no departamento Calvados. Estende-se por uma área de 12,22 km². Em 2010 a comuna tinha 682 habitantes (densidade: 55,8 hab./km²).